# Helen Blanchard
Helen Augusta Blanchard (Portland, 25 de outubro de 1840 — Estados Unidos, 12 de janeiro de 1922) foi uma inventora estadunidense.
Conhecida por suas diversas invenções aplicadas a máquinas de costura.
Blanchard nasceu em uma abastada família proprietária de navios. Após a morte de seu pai mudou-se para Boston, onde patenteou diversas de suas invenções relativas a máquinas de costura.
Em 1881 estabeleceu a "Blanchard Over-seam Machine Company of Philadelphia", e continuou a patentear invenções até sofrer um derrame, em 1916.